# ガストン・ドルレアン (2009-)
ガストン・ルイ・アントワーヌ・マリー・ドルレアン（Gaston Louis Antoine Marie d'Orléans, 2009年11月19日 - ）は、フランスの旧王家オルレアン家の一員。パリ伯にしてフランス公ジャン・ドルレアンとフィロメナ・デ・トルノスの長男。オルレアン家の推定相続人。
2019年1月21日の祖父アンリの死去によって父ジャンが家督を相続したのと同時に、ドーファンの称号を獲得した。
2019年5月2日、レオナルド・ダ・ヴィンチの没後500周年を記念してマクロン仏大統領とマッタレッラ伊大統領がアンボワーズ城を訪れた際、オルレアン家の一員として迎えた。